# Херман Адолф фон Золмс-Хоензолмс
Херман Адолф фон Золмс-Хоензолмс (на немски: Hermann Adolf zu Solms-Hohensolms; * 28 септември 1545, Лих; † 19 януари 1613, Буцбах) е граф на Золмс-Хоензолмс-Лих.

## Произход
Той е най-малкият син на граф Райнхард I фон Золмс-Хоензолмс-Лих (1491 – 1562) и съпругата му графиня Мария фон Сайн (1506 – 1586), дъщеря на граф Герхард III фон Сайн (1454 – 1506) и съпругата му Йохана фон Вид (ок. 1480 – 1529), дъщеря на граф Фридрих фон Вид и Агнес фон Вирнебург. Най-големият му брат Ернст I фон Золмс-Лих (1527 – 1590) се жени през 1557 г. за графиня Маргарета фон Солмс-Браунфелс (1541 – 1594).

## Фамилия
Херман Адолф се жени на 19 март 1589 г. в Бургбрайтунген за графиня Анна София фон Мансфелд-Хинтерорт (* 13 декември 1562; † 7 април 1601), дъщеря на граф Йохан фон Мансфелд-Хинтерорт (1526 – 1567) и втората му съпруга Маргарета фон Брауншвайг-Люнебург (1534 – 1596), дъщеря на херцог Ернст I фон Брауншвайг-Люнебург-Целе и принцеса София фон Мекленбург-Шверин (1508 – 1541). Те имат девет деца:
- Мария Маргарета (* 11 февруари 1590; † 19 декември 1592)
- Йохан Ернст (* 20 юли 1591; † 1617, София, България)
- син (1596), умира млад
- Юлиана Елизабет Доротея (* 24 март 1592; † 1649), омъжена на 20 декември 1613 г. в дворец Шаумбург за граф Херман II фон Вид-Нойвид († 1631)
- Филип Райнхард I (* 24 юли 1593; † 18 юни 1635), граф на Золмс-Хоензолмс, женен на 13 септември 1614 г. в Буцбах за Елизабет Филипина фон Вид († 1635), дъщеря на граф Вилхелм IV фон Вид-Рункел и Йохана Сибила фон Ханау-Лихтенберг
- Доротея София (* 17 октомври 1595; † 8 януари 1660), омъжена на 7 април 1616 г. в Буцбах за граф Георг Фридрих II фон Хоенлое-Шилингсфюрст († 1635)
- Анна Маргарета (* 5 януари 1597; † 9 май 1670), омъжена на 13 май 1632 г. във Франкфурт за граф Йохан Конрад фон Золмс-Браунфелс-Грайфенщайн († 1635)
- Лудвиг (* 1 април 1599; † 18 май 1599)
- Херман Адолф (* 1601, Касел; † сл. 12 октомври 1633)